# Ferdinando De Giorgi
Ferdinando De Giorgi detto Fefè (Squinzano, 10 ottobre 1961) è un allenatore di pallavolo ed ex pallavolista italiano, di ruolo palleggiatore, commissario tecnico della nazionale maschile italiana.
Nel corso degli anni 80 e 90 del XX secolo ha fatto parte della cosiddetta generazione di fenomeni della nazionale italiana, con cui ha vinto un campionato europeo e tre campionati mondiali.

## Biografia
È il maggiore di tre fratelli tra cui Michele, anch'egli ex palleggiatore.
All'attività di allenatore affianca quella di docente e saggista. È autore di vari libri, tra cui Pensieri per allenare e motivare una squadra, scritto a quattro mani con il professore Giuliano Bergamaschi e in collaborazione con la scuola di Palo Alto, e Vademecum del palleggiatore, in collaborazione con il giornalista Lorenzo Dallari; ha inoltre curato la prefazione de La didattica dell'allenare nelle Scienze Motorie dei docenti Giuliano Bergamaschi e Donato Sarcinella. Dal 2019 tiene il corso di "Teoria tecnica e didattica degli sport di squadra" nel corso di studi in scienze della attività motorie e sportive presso l'Università degli Studi di Foggia.
Parallelamente alla carriera in panchina, negli anni 2000 ha lavorato come commentatore tecnico per la Rai, affiancando Francesco Pancani e Alessandro Antinelli nelle telecronache della nazionale italiana maschile e seguendo i principali appuntamenti, tra cui i Giochi olimpici di Atene 2004 e Pechino 2008; sempre per la Rai, nella stagione 2010-2011 ha curato anche il commento tecnico del campionato maschile di Serie A1.

## Carriera

### Giocatore

De Giorgi (accosciato, secondo da destra) nella Panini campione d'Italia 1986-87

#### Club
Malgrado una statura modesta per la pallavolo, riesce ad affermarsi nel ruolo di palleggiatore. Dopo la gavetta alla Vis Squinzano, esordisce in Serie A1 con la Falchi Ugento nell'annata 1983-84, prima di passare per una stagione, quella del 1986-87, alla Panini di Modena dove, da riserva dell'alzatore titolare Fabio Vullo, partecipa da comprimario alla vittoria dello scudetto.
La carriera da giocatore prosegue alla Gabeca, all'epoca di stanza a Montichiari, dove gioca dal 1987 al 1990 e poi dal 1997 al 2000; quindi al Petrarca di Padova, al Falconara e al Cuneo. In particolare in Piemonte, dove gioca fra il 1994 e il 1997 e poi dal 2000 al 2002, rivestendo in questa seconda esperienza il doppio ruolo di allenatore-giocatore, vince due Coppe Italia (1995-96 e 2001-02), una Supercoppa italiana, due Coppe CEV (1995-96 e 2001-02), una Coppa delle Coppe e una Supercoppa europea.

#### Nazionale
Pur facendo fronte alla concorrenza di grandi palleggiatori come Vullo, Paolo Tofoli e Marco Meoni, colleziona 330 presenze nella nazionale italiana, partecipando attivamente alla conquista di gran parte dei trofei vinti negli anni 90 dalla cosiddetta generazione di fenomeni.

### Allenatore

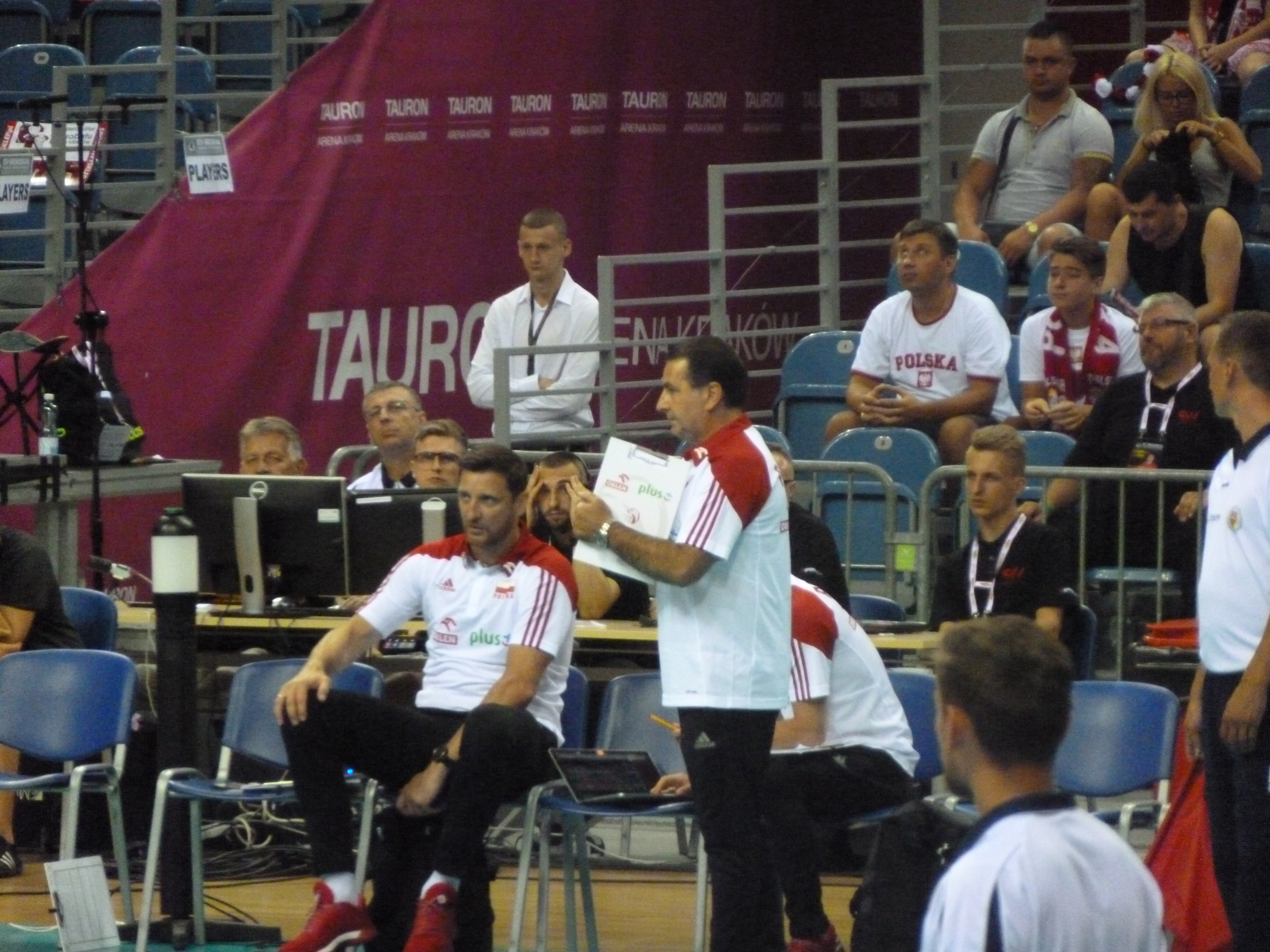
De Giorgi sulla panchina della nazionale polacca nel 2017

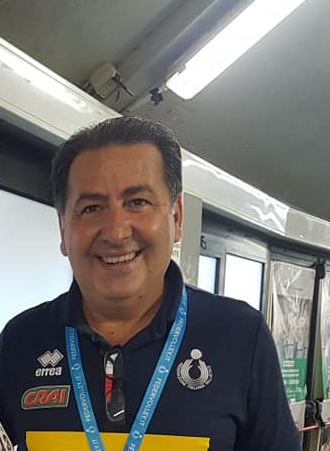
De Giorgi commissario tecnico della nazionale italiana nel 2021

Dalla stagione 2002-03 prosegue la sua attività di allenatore a tempo pieno. Nel campionato 2004-05 guida il Perugia all'unica finale play-off della sua storia, perdendo lo scudetto contro Treviso. Nell'annata 2005-06, al debutto sulla panchina della Lube, centra la conquista del titolo italiano; con la formazione marchigiana vince anche due volte la Supercoppa italiana (2006 e 2008), una Coppa CEV (2005-06) e due Coppe Italia (2007-08 e 2008-09). Nella stagione 2011-12 torna ad allenare una squadra nella massima serie italiana, l'Umbria di San Giustino, venendo esonerato nel corso del campionato, prima di passare al Fakel, squadra russa di Novyj Urengoj, dove rimane dal 2012 al 2014.
Nella Serie A2 2014-15 torna in Italia per allenare la Callipo di Vibo Valentia, ma l'esperienza dura pochi mesi. Il 25 marzo 2015 viene ingaggiato dallo ZAKSA, club militante nella massima serie polacca, in vista del campionato successivo. Al primo anno in Polonia giunge in finale di Coppa nazionale, perdendo al tie-break con il Skra Bełchatów, e vince il campionato battendo l'Asseco Resovia, riportando così la formazione di Kędzierzyn-Koźle al vertice dopo tredici anni di astinenza. Nella stagione successiva vince sia la Coppa di Polonia che il campionato nazionale. Il 20 dicembre 2016 la Federazione polacca di pallavolo l'ufficializza l'ingaggio di De Giorgi come commissario tecnico della nazionale maschile, a partire dal 31 marzo 2017; viene sollevato dall'incarico il successivo 20 settembre.
A gennaio 2018 viene ingaggiato dalla formazione polacca dello Jastrzębski Węgiel, che guida per la seconda metà della stagione 2017-18 e per i primi mesi di quella seguente, quando chiede e ottiene la rescissione del contratto per potersi legare nuovamente alla Lube, nel massimo campionato italiano, dove approda nel dicembre 2018. Con la squadra marchigiana, nel corso del 2019 si aggiudica scudetto, Champions League e mondiale per club. Rimane sulla panchina della Lube fino all'esonero del febbraio 2021.
Nel giugno 2021 viene ufficializzata la sua nomina a commissario tecnico della nazionale maschile italiana per il triennio olimpico fino a Parigi 2024, subentrando a Gianlorenzo Blengini una volta terminato il torneo olimpico di Tokyo 2020. Chiamato a gestire un profondo ricambio generazionale, già nel settembre dello stesso anno riporta l'Italia a vincere il campionato europeo, a sedici anni dalla precedente affermazione, mentre l'anno seguente si aggiudica il campionato mondiale, il quarto vinto dagli azzurri – e dallo stesso De Giorgi, il primo da allenatore dopo i tre da giocatore – a ventiquattro anni dal precedente.
Nel 2023 è altresì nominato direttore del settore tecnico maschile della Federazione Italiana Pallavolo.

## Palmarès

### Giocatore

#### Club
- Campionato italiano: 1

Panini Modena: 1986-87
- Coppa Italia: 2

Cuneo: 1995-96
Piemonte Volley: 2001-02
- Supercoppa italiana: 1

Cuneo: 1996
- Coppa delle Coppe: 1

Cuneo: 1996-97
- Coppa CEV: 2

Cuneo: 1995-96
Piemonte Volley: 2001-02
- Supercoppa europea: 1

Cuneo: 1996

#### Nazionale (competizioni minori)
- Goodwill Games: 1

Italia: Seattle 1990
- World League: 4

Italia: Osaka 1990, Milano 1991, Genova 1992, Rio de Janeiro 1995
- World Top Four maschile: 1

Italia: Osaka 1994

### Allenatore

#### Club
- Coppa Italia: 5

Piemonte Volley: 2001-02
Lube: 2007-08, 2008-09, 2019-20, 2020-21
- Coppa CEV: 2

Piemonte Volley: 2001-02
Lube: 2005-06
- Supercoppa italiana: 3

Piemonte Volley: 2002
Lube: 2006, 2008
- Campionato italiano: 2

Lube: 2005-06, 2018-19
- Campionato polacco: 2

ZAKSA: 2015-16, 2016-17
- Coppa di Polonia: 1

ZAKSA: 2016-17
- Champions League: 1

Lube: 2018-19
- Campionato mondiale per club: 1

Lube: 2019

#### Nazionale (competizioni minori)
- Memorial Hubert Wagner 2017
- Memorial Hubert Wagner 2023

#### Individuale
- 2006 - Serie A1: Miglior allenatore
- 2019 - Superlega: Miglior allenatore

## Opere
- Pensieri per allenare e motivare una squadra, con Giuliano Bergamaschi, Milano, Scuola di Palo Alto, 2010, ISBN 978-88-86696-38-8.
- Vademecum del palleggiatore, a cura di Lorenzo Dallari, Ozzano Emilia, Tipoarte Industrie Grafiche, 2014, SBN UBO4179879.
- Noi Italia pallavolo. I valori che ci hanno permesso di salire sul tetto d'Europa in trenta giorni, Verona, QuiEdit, 2021, ISBN 978-88-6464-658-9.
- Egoisti di squadra. Esaltare il gruppo senza sacrificare il talento, con la consulenza pedagogica di Giuliano Bergamaschi, Milano, Mondadori, 2023, ISBN 978-88-04-77563-8.